# Cauldron
Cauldron es un videojuego de plataformas y Matamarcianos de perspectiva lateral 2D desarrollado y publicado por la productora británica Palace Software en 1985 para ZX Spectrum, Amstrad CPC y Commodore 64. El jugador controla a una bruja que intenta convertirse en la "reina de las brujas" derrotando a un enemigo llamado la "Calabaza".

## Sistema de juego
El jugador controla a una bruja por un mundo de perspectiva lateral. Cauldron está dividido en dos modos de juego: uno de disparos al volar, y otro de saltos por plataformas. Las zonas del juego en la superficie muestran a la bruja volando con su escoba, mientras que las zonas subterráneas son de correr y saltar por las cavernas. En la sección de vuelo, el jugador debe buscar llaves de colores que le permitan abrir las puertas que dan acceso a las zonas subterráneas, donde se encuentran dispersos seis ingredientes. El jugador debe reunir los seis ingredientes y llevarlos a la cabaña de la bruja para mezclar un hechizo que le permita derrotar a la Calabaza. Mientras viaja por el mundo, encontrará diversos enemigos inspirados en Halloween como murciélagos, fantasmas, calaveras y calabazas, además de tiburones y gaviotas. La bruja tiene un número limitado de vidas. Perderá una directamente si intenta aterrizar en zonas boscosas cuando está volando o si cae al agua o la lava, o desde una altura elevada. También perderá una vida si su indicador de magia llega al 0%. El indicador se reduce ligeramente al emplear el disparo o en mayor proporción al ser tocado por un enemigo. En la superficie hay puntos en los que se puede recargar la magia.

## Desarrollo
Cauldron comenzó su desarrollo como un juego basado en la película de 1978 Halloween. Palace se hizo con los derechos para el videojuego y asignó el proyecto a Steve Brown. Sin poder desarrollar un concepto que le satisficiera, Brown llevó el juego en una dirección diferente. Inspirándose en la fiesta de Halloween, visionó un juego que tuviera brujas y calabazas. Stuart Hunt, de Retro Gamer, sin embargo, achacó el cambio a la campaña de Mary Whitehouse contra lo que ella llamaba video suciedades en los años 1980.
Brown envió los bocetos de la idea al cofundador de Palace, Peter Stone, que aprobó que siguiera el desarrollo. Influenciado por su idea de una "bruja clásica", Brown la diseño con una nariz larga y una escoba, y creó un modelo del personaje en plastilina como referencia para una pintura que se utilizaría en la carátula. A Brown se uniría Richard Leinfellner, que sirvió como programador principal. A cada uno le gustaba un estilo de videojuego diferente. Brown prefería las plataformas, mientras Leinfellner prefería los Matamarcianos, y decidieron crear un motor de videojuego que pudiera manejar los dos modos de juego. Los dos testearon el juego, pero solo jugaron las distintas partes individualmente y no de forma secuencial. En retrospectiva, Brown atribuye a esto el exceso de dificultad del juego, junto con el hecho de que ellos jugaban con vidas infinitas. El juego salió para tres plataformas: Amstrad CPC, Commodore 64 y ZX Spectrum. La versión Spectrum no tiene scroll gráfico y utiliza cambios de pantalla para suplirlo. En la cara B de la primera edición de la versión Spectrum se incluyó una adaptación del videojuego de Palace de 1984 de The Evil Dead, original de Leinfellner para Commodore 64. Los vendedores temían una reacción de protesta de los padres, por lo que esta primera edición fue muy limitada. Palace había decidido incluir The Evil Dead para distribuir el juego a una mayor cantidad de público.

## Recepción y legado
El juego fue bien recibido por la prensa de videojuegos, que se enfocó en la calidad gráfica y el diseño del juego. Computer and Video Games describió el juego como una "aventura arcade de calidad" y dijo que los gráficos eran impresionantes. Los críticos de la revista Crash alabaron la animación y el detalle de los gráficos, así como el diseño del juego. Tres de los críticos de Zzap!64, Julian Rignall, Bob Wade y Gary Penn, hicieron alabanzas similares sobre los gráficos. El grupo alabó también el modo de juego, específicamente los aspectos de aventura, y consideró el gran tamaño del mundo como un elemento positivo. Un crítico de Computer Gamer alabó la parte de vuelo del juego, diciendo que el sistema de juego era divertido. Aunque alabó la parte de plataformas, dijo que los fallos en el diseño hacían el juego más difícil de lo que debería haber sido. Clare Edgeley de Sinclair User alabó la calidad gráfica de la conversión a Spectrum diciendo que era superior a la versión de Commodore 64. El crítico alabó los gráficos y el modo de juego de las partes de vuelo, pero lamentó la parte de plataformas y la describió como un clónico de Jet Set Willy.
Publicaciones dedicadas al ZX Spectrum consideraron la inclusión de The Evil Dead con la versión de ZX Spectrum un aspecto positivo que le añadía valor al conjunto. La dificultad del juego fue una queja común. Computer Gamer, Crash y ZX Computing comentaron que jugar con vidas limitadas era un desafío muy grande. Craig Grannell de Retro Gamer descibió el juego como "imperdonable", citando la dificultad para aterrizar en las partes de vuelo y la excesiva precisión requerida en la parte de plataformas. Tras el éxito de Cauldron, Palace realizó una secuela directa, Cauldron II: The Pumpkin Strikes Back en 1986, ambientada tras los eventos del primer juego y en la que se mostraba una calabaza que sobrevivió a la ascensión al poder de la bruja. Los jugadores llevaban a la calabaza por un castillo en busca de la reina de las brujas para vengarse. Cauldron volvería a publicarse junto a su secuela en forma de compilación para Amstrad CPC y ZX Spectrum. El éxito en ventas de los dos Cauldron hizo que Palace le diera a Brown mayor libertad creativa para su siguiente proyecto, Barbarian.